# Tempel der Göttlichen Vorsehung

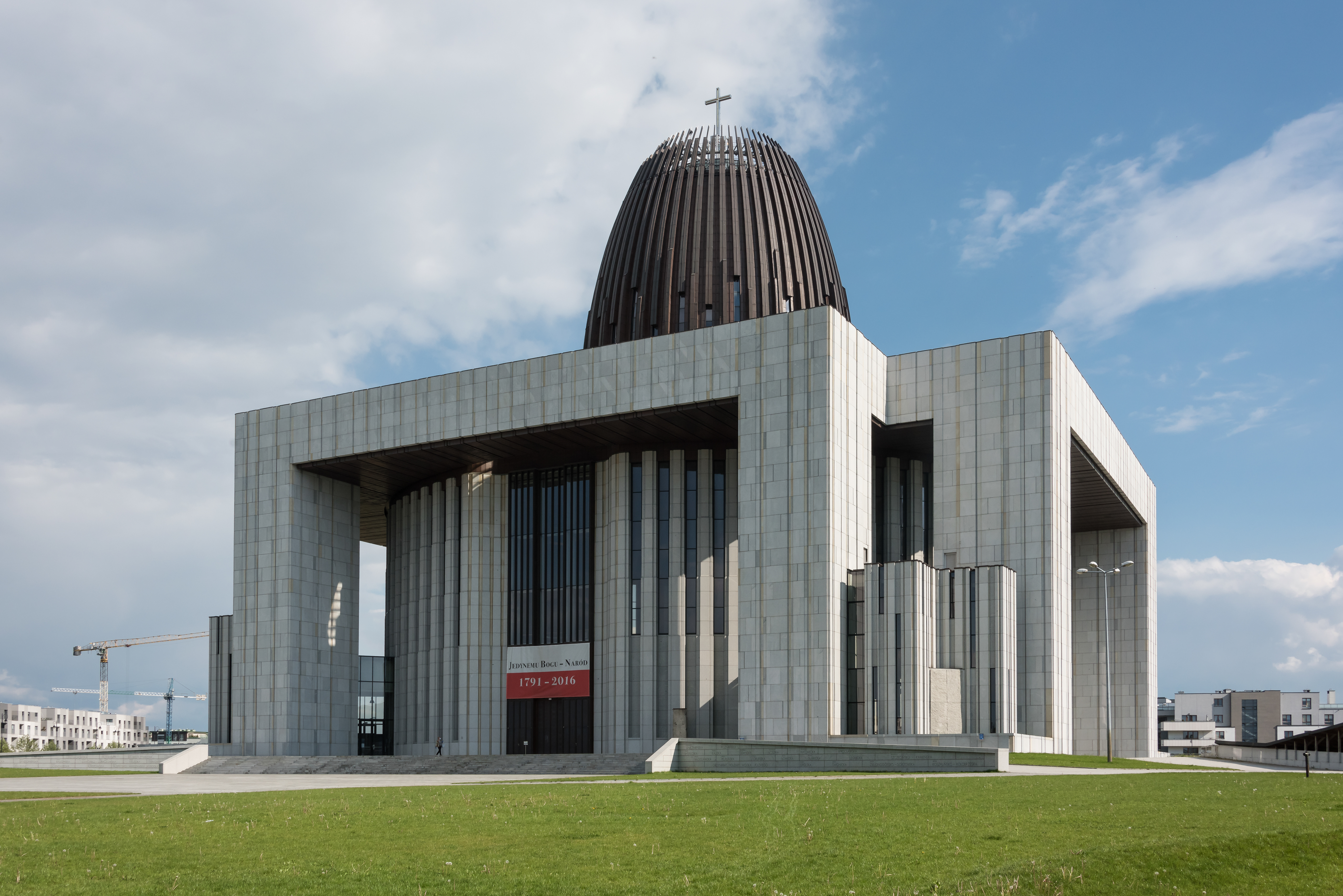
Ansicht 2020

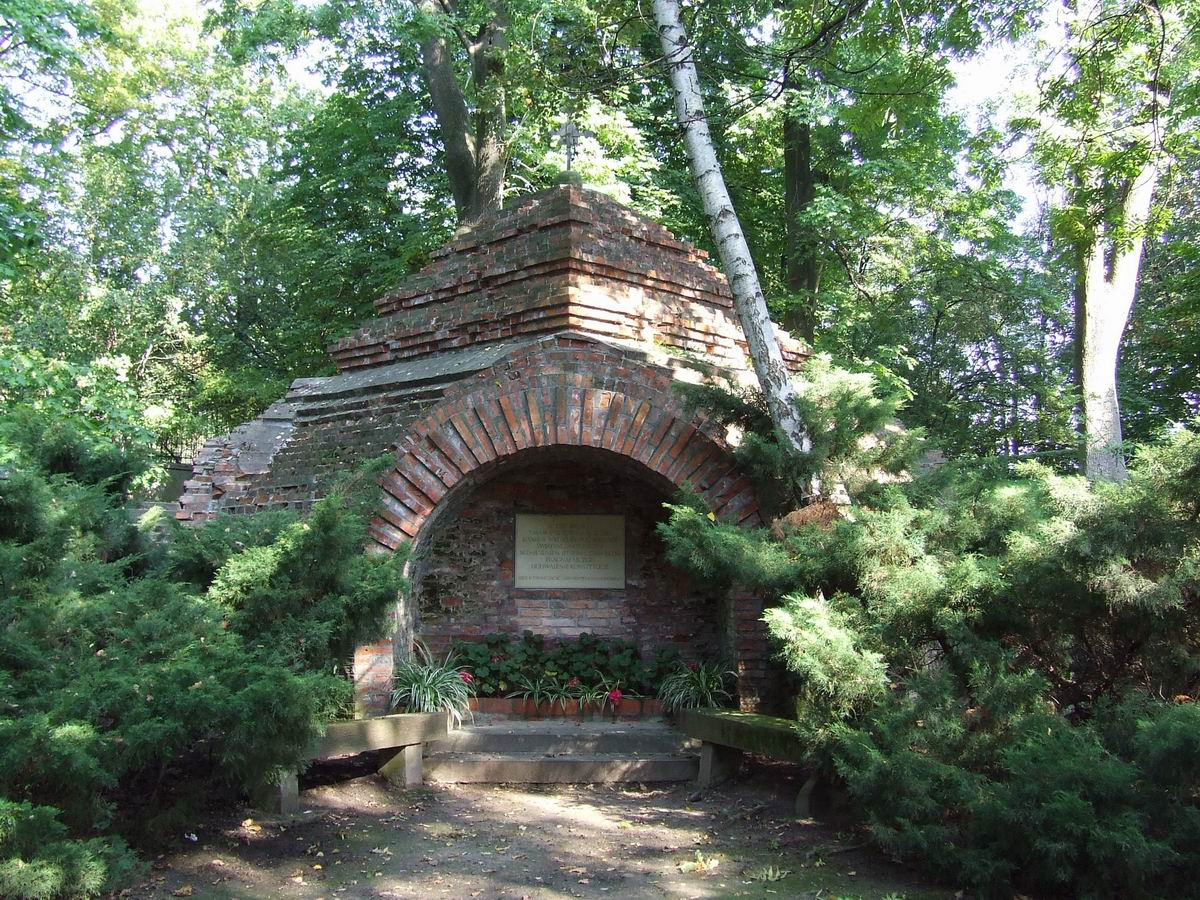
Ruine des 1. Tempels 1791

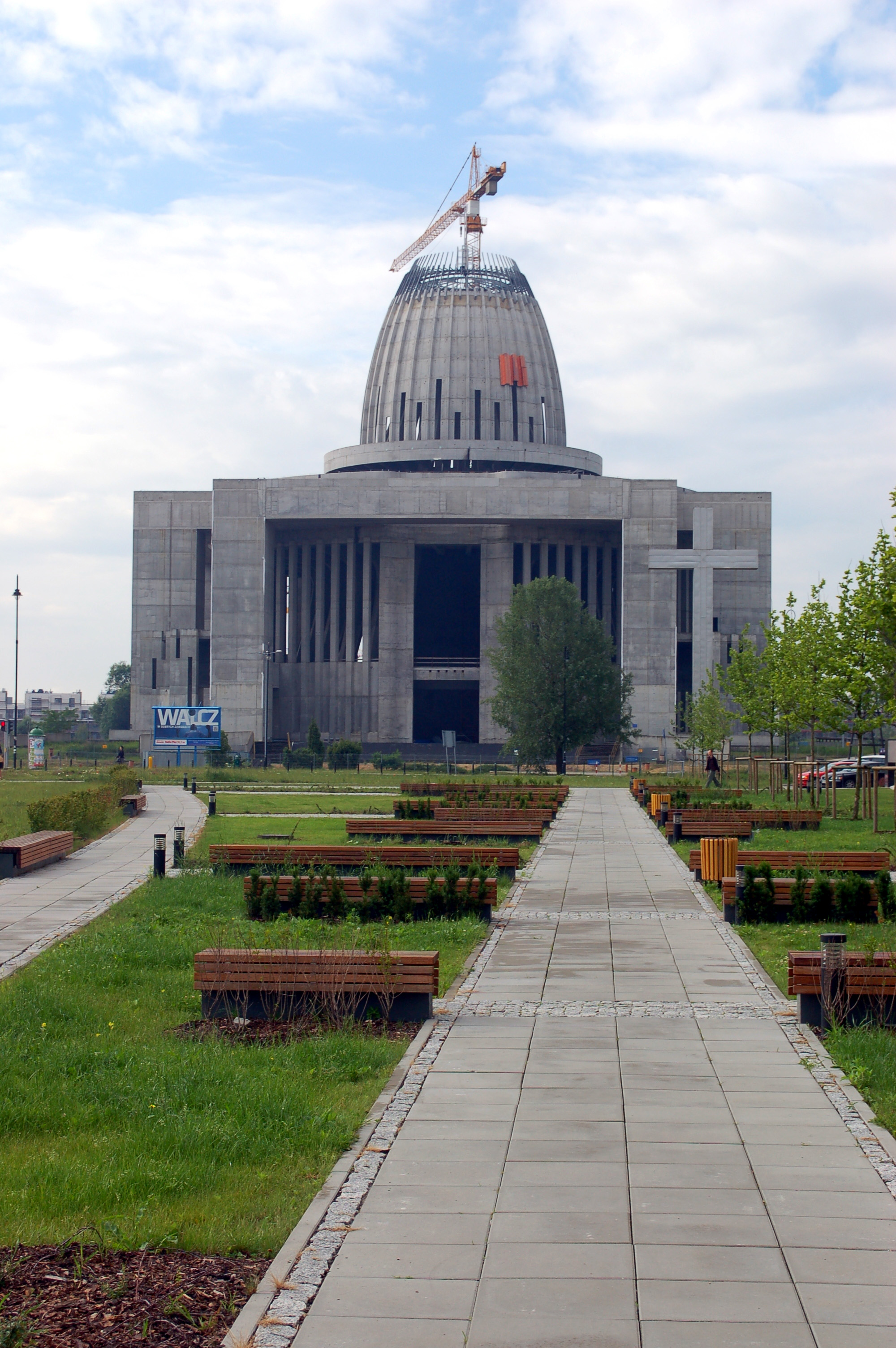
Bauzustand am 12. Juni 2012

Der Tempel der Göttlichen Vorsehung (polnisch Świątynia Opatrzności Bożej) ist eine katholische Kirche im Warschauer Stadtteil Wilanów. Sie ist dem „Dank für die Freiheit und Souveränität Polens“ gewidmet. In der Krypta befindet sich ein Pantheon großer Polen (Panteon Wielkich Polaków) mit den Gräbern von Jan Twardowski, Zdzisław Peszkowski, Krzysztof Skubiszewski, Ryszard Kaczorowski, Józef Joniec, Zdzisław Król und Andrzej Kwaśnik. Das Gebäude beherbergt überdies ein dem polnischen Papst Johannes Paul II. gewidmetes Museum.

## Geschichte
Am 5. Mai 1791 beschloss das Parlament des Königreichs Polen den Bau des Tempels der Göttlichen Vorsehung, er sollte symbolisch für die Verpflichtung stehen, die zwei Tage zuvor verabschiedete erste polnische Verfassung zu beachten. Ursprünglich war das Gebäude als ein weltlicher Tempel der Höheren Vorsehung gedacht, gemäß den Ideen der Aufklärung. Das Projekt wurde vor allem von Freimaurern unter den Sejm-Abgeordneten vorangetrieben, es richtete sich somit gegen die katholische Kirche. Wegen der Teilung Polens durch Preußen, Russland und Österreich kam der Bau nach dem Projekt des Architekten Jakub Kubicki nicht zustande. Es wurde nur ein Fragment auf dem Gelände des heutigen Botanischen Gartens im Ujazdowski-Park errichtet.
Nach der Wiedererlangung der polnischen Staatsunabhängigkeit nach dem Ersten Weltkrieg griffen nationalkatholische Abgeordnete der Verfassungsgebenden Nationalversammlung das Projekt auf, doch verkehrten sie dessen ursprüngliche Intention: Es sollte nun eine Kathedrale der katholischen Kirche werden. 1930 wurde ein Wettbewerb ausgeschrieben. Es gewann der Architekt Bohdan Pniewski. Der Bau war für das Mokotów-Feld (Pole Mokotowskie) vorgesehen. Wegen des Ausbruchs des Zweiten Weltkrieges blieb es beim Projekt.
Nach dem Systemwechsel in Polen 1989 wurde schließlich am 23. Oktober 1998 der Sejm-Beschluss von 1921 erneuert. Als Standort wurde ein Grundstück inmitten des neuen Wohnviertels Miasteczko Wilanów, unweit einer Auffahrt zu der damals geplanten Schnellstraße S2, gewählt.
Doch unterstützte der Vatikan das Projekt nicht. Papst Johannes Paul II. vermied es bei seinen Reisen nach Polen, den Bauplatz zu besuchen. Sein Nachfolger Benedikt XVI. erklärte sogar bei seiner Polenreise 2006: „Es gehört nicht zu den Aufgaben eines Seelsorgers, Bauherr zu sein.“ Da auch die Gläubigen nicht ausreichend für den umstrittenen Bau spendeten, genehmigte Premierminister Donald Tusk Zuschüsse aus dem Staatshaushalt, obwohl die Verfassung eine Trennung von Staat und Kirche festschreibt. Dieser Verfassungsartikel wurde indes umgangen: Die Bezuschussung in den Jahren 2008 bis 2014 in Höhe von insgesamt 40 Millionen Złoty (rund neun Millionen Euro) betraf offiziell nur das Papst-Museum, das in die Liste der zu fördernden Kultureinrichtungen eingetragen wurde.
Am 11. November 2016 wurde die Kirche feierlich eingeweiht.

## Architektur
Es wurde ein Architektur-Wettbewerb ausgeschrieben, den der Warschauer Architekt Professor Marek Budzyński gewann. Er schlug den Bau eines unterirdischen Tempels in Form eines begrünten Erdhügels vor, mit einer sternförmigen Lichtkuppel gekrönt. Das Projekt wurde von den Fachleuten sehr hoch bewertet, stieß aber auf das Missfallen konservativer Gläubiger, die sich einen konventionellen Kirchenbau gewünscht hatten. Zunächst akzeptierte das Oberhaupt der Kirche Polens, Kardinal Józef Glemp diesen preisgekrönten Entwurf. Nach einiger Zeit änderte er unerwartet seine Meinung, und zum Bau der Kirche wurden die Architekten Wojciech und Lech Szymborski bestellt.
Der Szymborski-Entwurf ist ein würfelförmiges Gebäude aus Stahlbeton auf einem 84 × 84 Meter großen Grundriss, mit einer 30 Meter hohen Kuppel. Es erhielt bald den Spitznamen „Zitronenpresse“. Am 2. Mai 2002 wurde der Grundstein feierlich eingemauert. Die Bauarbeiten begannen am 25. Februar 2003. Sie sollten aus den Spenden der Gläubigen finanziert werden, da sie aber nicht ausreichten, wurde die Staatskasse zu Hilfe gezogen mit der Begründung, es handele sich um die Finanzierung eines Nationalheiligtums (des Pantheons in der Unterkirche) und eines weltlichen Papstmuseums (im Obergeschoss unter der Kuppel).